# Ougney-Douvot
Ougney-Douvot ist eine französische Gemeinde mit 253 Einwohnern (Stand: 1. Januar 2022) im Département Doubs in der Region Bourgogne-Franche-Comté.

## Geographie
Ougney-Douvot liegt auf 279 m, sieben Kilometer westsüdwestlich von Baume-les-Dames und etwa 21 Kilometer ostnordöstlich der Stadt Besançon (Luftlinie). Das Dorf erstreckt sich im Doubstal, in den äußersten nordwestlichen Höhenzügen des Juras, zwischen dem Plateau von Séchin im Norden und der Côte (Jura-Randkette) im Süden.
Die Fläche des 6,56 km² großen Gemeindegebiets umfasst einen Abschnitt des Doubstals. Der Doubs fließt hier mit mehreren Windungen durch eine meist rund 500 bis 700 m breite flache Talaue nach Westsüdwesten und bildet gleichzeitig die Wasserstraße des Rhein-Rhône-Kanals. Das Tal ist tief eingeschnitten zwischen zwei Höhenzügen des Systems der Jura-Randkette. Nördlich des Doubstals leitet ein teils von Felsbändern durchzogener Steilhang zum Plateau von Séchin über (bis 340 m). Wesentlich höher erhebt sich südlich des Doubs der lange Kamm des Bois de la Côte, der in geologisch-tektonischer Hinsicht eine Antiklinale bildet und gemäß der Streichrichtung des Juras in dieser Region in Richtung Westsüdwest-Ostnordost orientiert ist. Mit 589 m wird auf der Höhe der Côte die höchste Erhebung von Ougney-Douvot erreicht.
Die Gemeinde Ougney-Douvot besteht aus mehreren Ortsteilen:
- Ougney-les-Champs (279 m) am Nordufer des Doubs
- Ougney-le-Bas (265 m) am Südufer des Doubs
- Ougney-la-Roche (265 m) am Südufer des Doubs
- Douvot (262 m) am Nordufer des Doubs

Nachbargemeinden von Ougney-Douvot sind Breconchaux, Séchin und Fourbanne im Norden, Esnans im Osten, Bretigney-Notre-Dame, Dammartin-les-Templiers und Champlive im Süden sowie Laissey und Roulans im Westen.

## Geschichte
Im 12. Jahrhundert wurde in Ougney-le-Bas ein Priorat gegründet, dessen Mönche die Gegend rodeten und urbar machten. Das Priorat hatte bis im 15. Jahrhundert Bestand. Zum Priorat gehörte ein Herrschaftshaus, das im 15. Jahrhundert neu erbaut wurde. Zusammen mit der Franche-Comté gelangte Ougney mit dem Frieden von Nimwegen 1678 definitiv an Frankreich. Die drei Ortsteile von Ougney waren schon vor der Französischen Revolution in einem Gemeinwesen unter dem Namen Les Trois Oigneÿ zusammengefasst. Douvot fusionierte 1818 mit Les Trois-Ougney zur neuen Gemeinde Ougney-Douvot. In Douvot entwickelte sich im Verlauf des 19. Jahrhunderts die metallverarbeitende Industrie, zum Teil wurde das unweit von Ougney-Douvot gewonnene Eisenerz verarbeitet. 1870 wurde die Stahlfabrik gegründet, die zeitweise mehr als 100 Arbeiter beschäftigte, sich im 20. Jahrhundert auf die Herstellung von Werkzeug (Zangen) und Eisenwaren spezialisierte und 1968 ihren Betrieb einstellte.

## Sehenswürdigkeiten
Eine Kapelle befindet sich in Ougney-les-Champs. Aus dem 15. Jahrhundert stammt das Herrschaftshaus in Ougney-le-Bas. Zwischen Ougney-les-Champs und Douvot befindet sich die Source Bleue.

## Bevölkerung
| Jahr                       | 1962 | 1968 | 1975 | 1982 | 1990 | 1999 | 2005 | 2018 |
| Einwohner                  | 235  | 260  | 212  | 168  | 159  | 150  | 169  | 255  |
| Quellen: Cassini und INSEE |      |      |      |      |      |      |      |      |

Mit 253 Einwohnern (Stand 1. Januar 2022) gehört Ougney-Douvot zu den kleinen Gemeinden des Départements Doubs. Nachdem die Einwohnerzahl in der ersten Hälfte des 20. Jahrhunderts meist im Bereich zwischen 280 und 350 Personen gelegen hatte, wurden seit Beginn der 1950er Jahre eine Bevölkerungsabnahme verzeichnet. Seit etwa 1980 verbleibt die Einwohnerzahl auf nahezu gleichem Niveau.

## Wirtschaft und Infrastruktur
Ougney-Douvot war schon seit dem ausgehenden 18. Jahrhundert ein durch das wasserabhängige Gewerbe geprägtes Dorf. Heute gibt es verschiedene Betriebe des lokalen Kleingewerbes. Mittlerweile hat sich das Dorf auch zu einer Wohngemeinde gewandelt. Viele Erwerbstätige sind deshalb Wegpendler, die in den größeren Ortschaften der Umgebung ihrer Arbeit nachgehen.
Die Ortschaft liegt abseits der größeren Durchgangsstraßen an einer Departementsstraße, die von Laissey nach Séchin führt. Der nächste Anschluss an die Autobahn A36 befindet sich in einer Entfernung von ungefähr zwölf Kilometern. Eine weitere Straßenverbindung besteht mit Esnans. Ougney und Douvot besitzen je einen Bahnhof am 1858 eröffneten Abschnitt Besançon–Montbéliard der Eisenbahnstrecke Dole–Belfort, allerdings werden beide Bahnhöfe nicht mehr bedient.